# Catherine Hicks
Catherine Mary Hicks (Manhattan, Nova York, 6 d'agost de 1951) és una actriu i cantant estatunidenca. És més coneguda pel seu paper d'Annie Camden en la llarga sèrie de televisió 7th Heaven i per interpretar Karen Barclay, la mare del nen Andy en la clàssica pel·lícula de terror de 1988, El ninot diabòlic.

## Biografia
Després de graduar-se de la Universitat de Cornell amb un Mestratge en Belles arts, Hicks va anar a Nova York l'agost de 1976, on immediatament va aconseguir treball fent anuncis de televisió. Dues setmanes després d'arribar a Nova York, va obtenir per primera vegada el seu paper a la televisió com la pediatra Dra. Faith Coleridge en la telenovel·la d'ABC, Ryan's Hope. Un any i mig més tard, va deixar el seu paper a Ryan's Hope quan va ser triada per protagonitzar al costat de Jack Lemmon (com a Scottie) l'obra de Broadway Tribute dirigida per Bernard Slade en la qual interpretava a la jove model Sally Haines. Aquell mateix any, va protagonitzar el telefilm CBS i el pilot de la sèrie de televisió d'un drama de detectius anomenat "Sparrow", com una estudiant d'antropologia anomenada Valerie.
Quan Tribute va acabar, Hicks es va traslladar a Califòrnia i va coprotagonitzar la comèdia de CBS The Bad News Bears al costat del director de l'escola i el psicòleg, el Dr. Emilio Rappant. Va tenir papers en algunes pel·lícules de televisió. Va actuar també en la pel·lícula Star Trek lV, salvar la terra com la doctora Gillian Taylor.
El 1980, Catherine va vèncer a centenars d'actrius per al paper principal de Marilyn Monroe de la producció d'ABC de 3,5 milions de dòlars, Marilyn: La història no explicada, sobre la base del best-seller de Norman Mailer. Va obtenir una nominació a l'Emmy a la millor actriu principal en una minisèrie o pel·lícula per la seva interpretació.
El 1981, Hicks va protagonitzar el remake de Barri de les nines de Jacqueline Susann, com a Ann Wells, una advocada. Va fer el seu debut cinematogràfic en la comèdia de 1982, Better Late Than Never, com a Sabre, la jove cercadora d'or que crida l'atenció dels rics senyors, David Niven i Art Carney. Aquell mateix any, va interpretar a Sally en la pel·lícula Vall de la Mort. Va fer el paper de la mare de Peter Billingsley. També va protagonitzar al costat de Tim Matheson la sèrie de televisió Tucker's Witch (1982-1983).

## Filmografia

### Cinema
- 1978: Sparrow, de John Berry: Valerie
- 1982: La Vall de la Mort (Death Valley), de Dick Richards: Sally
- 1983: Better Late That Never, de Bryan Forbes: Sorra
- 1984: Greta Garbo al cor (Garbo Talks), de Sidney Lumet: Jane Mortimer
- 1984: El tall de la navalla (The Razor's Edge), de John Byrum: Isabel Bradley
- 1985: Pitch, de Richard Brooks: Flo
- 1986: Peggy Sue es va casar (Peggy Sabuda Got Married), de Francis Ford Coppola: Carol Heath
- 1986: Star Trek IV: The Voyage Home, de Leonard Nimoy: Gillian
- 1987: Tal pare, tal fill (Like Father Like), de Rod Daniel: Dr. Amy Larkin
- 1988: Cognac (Tajna manastirske rakije), de Slobodan Sijan: Ella Frazier
- 1988: El ninot diabòlic (Child's Play), de Tom Holland: Karen Barclay
- 1989: Memòries del passat (Souvenir), de Geoffrey Reeve: Tina Boyer
- 1989: She's Out of Control'), de Stan Dragoti: Janet Pearson
- 1991: Liebestraum, de Mike Figgis: Mary Parker
- 1995: Animal Room, de Craig Imitar: Mme Mosk
- 1995: Dillinger and Capone, de Jon Purdy: Abigail
- 1997: Turbulències (Turbulence), de Robert Butler: Maggie
- 1997: Eight Days a Week, de Michael Davis: Mme Lewis
- 2009: The Truth About Layla, de Michael Criscione: Eleanor
- 2009: My Name Is Jerry, de Morgan Mead: Dana Holderman
- 2010: The Genesis Code, de Patrick Read Johnson i C. Thomas Howell:
- 2011: Callers, de Gary Walkow: Gertrude

### Televisió
- 1976 a 1978: Ryan's Hope, de Paul Avila Mayer i Clara Labine (sèrie de televisió): Dr. Faith Coleridge
- 1978: Family (sèrie de televisió): Petita amiga de Willie (Temporada 3, episodi 17: And Baby Makes Three)
- 1979: Love for Rent, de David Miller: Annie
- 1980: To Raça the Wind, de Walter Grauman: Beth
- 1980: Marilyn: The Untold Story, de Jack Arnold i John Flynn: Marilyn Monroe
- 1981: Jacqueline Susann's Valley of the Dolls, de Walter Grauman: Ann Welles
- 1982: Tucker's Witch, de William Bast i Paul Huson (sèrie de televisió): Amanda Tucker (Temporada 1, episodis 1 a 12)
- 1983: Happy Endings, de Noel Black: Lisa Prudent
- 1987: Laguna Heat, de Simon Langton: Jane Argel no
- 1989: Spy, de Philip Frank Messina (TV): Angela Berk
- 1990: Running Against Time, de Bruce Seth Green (TV): Laura Whittaker
- 1991: Hi Honey - I'm Dead, de Alan Myerson: Carol Stadler
- 1994: Diagnosis: Muder, de Joyce Burditt (sèrie de televisió): Laureen Ridgeway (Temporada 1, episodi 14: Guardian Angel)
- 1994: Winnetka Road, de John Byrum (sèrie de televisió): Jeannie Barker
- 1995: Redwood Curtain, de John Korty (TV): Julia Riordan
- 1995: L'Home del Rolls, de Chip Chalmers i James L. Conway (sèrie de televisió): Pamela Crawford (Temporada 2, episodi 6: Who Killed the Lifeguard?)
- 2000: For All Time, de Steven Schachter (TV): Kristen
- 1996 a 2007: 7th Heaven, de Brenda Hampton (sèrie de televisió): Annie Camden
- 2008: Ivy: The Secret Society, de Jason Hreno (TV): Dean Elisabeth Graves
- 2009: Els Dos rostres de la meva filla (Stranger with My Cara), de Jeff Renfroe (TV): Shelley Stratton
- 2011: Borderline Murder, (TV): Jean
- 2011: Game Time, de Douglas Barr (TV): Anna Walker
- 2011: A Christmas Wedding Tail, de Michael Feifer (TV): Ellen
- 2011: Your Love Never Fails, de Michael Feifer (TV): el jutge Cramer
- 2012: Shadow of Fear, de Michael Lohmann (TV): Annette Bramble
- 2012: A Christmas Wedding Data, de Fred Olen Ray (TV): Shirley
- 2016: Els fantasmes del passat, de Jake Helgren (TV): Hazel Bourroughs